# Vous n'avez encore rien vu
Pour plus de détails, voir Fiche technique et Distribution.
Vous n'avez encore rien vu est un film français, en coproduction allemande, réalisé par Alain Resnais, sorti le 26 septembre 2012.
Il s'agit d'une libre variation sur la pièce de théâtre Eurydice de Jean Anouilh, incorporant également des éléments de Cher Antoine ou l'Amour raté du même auteur.

## Synopsis
Après sa mort, Antoine d'Anthac, homme de théâtre, fait convoquer dans sa résidence de montagne, par l'intermédiaire d'un notaire, tous ses amis comédiens ayant joué dans différentes versions de sa pièce Eurydice. Il a enregistré avant de mourir une déclaration dans laquelle il leur demande de visionner une captation des répétitions d'une nouvelle mise en scène cette pièce : une jeune troupe lui a en effet demandé l'autorisation de la monter, et il laisse le soin à ses amis de donner leur accord. Ceux-ci s'installent ainsi dans des canapés et vont regarder les quatre actes de la pièce de théâtre projetée sur un écran de cinéma. Dans cette pièce, Eurydice, une comédienne de théâtre, rencontre Orphée, un violoniste.
Peu à peu, les acteurs-spectateurs se mettent à revivre la pièce et à la jouer en superposition avec la pièce projetée. Les rôles principaux du couple Orphée-Eurydice passent ainsi successivement d'Arditi-Azéma à Wilson-Consigny et à Dieuaide-Pons. Ce sont donc trois générations d'acteurs qui jouent la pièce, ceux de la soixantaine, ceux de la quarantaine, et ceux de la vingtaine, les trois situations s'imbriquant au-delà du réel. L'intrigue amoureuse entre Orphée et Eurydice se résout autour du fait que, Eurydice ayant péri dans un accident, il lui est offert de revivre à condition qu'Orphée ne se retourne pas pour la regarder tant que l'aube n'a pas point. Après la fin de la projection, un rebondissement survient concernant Antoine.

## Fiche technique
- Titre : Vous n'avez encore rien vu
- Réalisation : Alain Resnais
  - Mis en scène de la captation d'Eurydice : Bruno Podalydès
- Scénario : Laurent Herbiet, Alex Reval[1], d'après Eurydice (1942) et Cher Antoine ou l'Amour raté (1969) de Jean Anouilh
- Musique : Mark Snow
- Photographie : Éric Gautier
- Décors : Jacques Saulnier
- Costumes : Jackie Budin
- Son : Jean-Pierre Duret, Gérard Hardy, Gérard Lamps
- Montage : Hervé de Luze
- Production : Jean-Louis Livi, Julie Salvador
- Sociétés de production : F comme Film, Studiocanal, France 2 Cinéma, Christmas In July, Cinémage 5, Alamode Film (Munich)
- Budget : 8 010 000 euros[2]
- Pays de production :  France
- Langue originale : français
- Format : couleur - 2,35:1 - 35 mm - Dolby Digital
- Genre : comédie dramatique
- Durée : 115 minutes
- Dates de sortie :
  - France : 21 mai 2012 (Festival de Cannes) ; 26 septembre 2012 (sortie nationale)
  - Belgique : 26 septembre 2012

## Distribution
- Sabine Azéma : Eurydice 1 / elle-même
- Anne Consigny : Eurydice 2 / elle-même
- Pierre Arditi : Orphée 1 / lui-même
- Lambert Wilson : Orphée 2 / lui-même
- Mathieu Amalric : Monsieur Henri / lui-même
- Michel Piccoli : le père d'Orphée / lui-même
- Anny Duperey : la mère d'Eurydice / elle-même
- Denis Podalydès : Antoine d'Anthac, le metteur en scène de théâtre
- Jean-Noël Brouté : Mathias / lui-même
- Hippolyte Girardot : Dulac, l'amant d'Eurydice / lui-même
- Michel Vuillermoz : Vincent / lui-même
- Andrzej Seweryn : Marcellin, le majordome d'Antoine
- Michel Robin : le vieux garçon de café / lui-même
- Gérard Lartigau : le petit régisseur / lui-même
- Jean-Chrétien Sibertin-Blanc : le secrétaire du commissaire / lui-même

### La troupe de la Colombe qui joue dans la projection de cinéma
- Vimala Pons : Eurydice
- Sylvain Dieuaide : Orphée
- Fulvia Collongues : la mère d'Orphée
- Vincent Chatraix : le père d'Orphée
- Jean-Christophe Folly : Monsieur Henri
- Vladimir Consigny : Mathias
- Laurent Ménoret : Vincent
- Lyn Thibault : la jeune fille et le garçon de café
- Gabriel Dufay : le garçon d'hôtel

## Genèse et réalisation du film
Alain Resnais souhaite adapter au cinéma  Eurydice, la pièce de théâtre de Jean Anouilh publiée en 1942. Sur les conseils de Laurent Herbiet, il décide finalement de mélanger à Eurydice des éléments d'une autre pièce d'Anouilh, Cher Antoine ou l'Amour raté (1969). Il imagine une mise en scène dans laquelle deux générations d'acteurs ayant joué Eurydice seraient confrontés, des années plus tard, à l'évaluation d'une nouvelle mise en scène de leur pièce par une jeune troupe et se prendraient au jeu de la réinterpréter simultanément créant ainsi une triple mise en abyme du jeu théâtral et de ses variations.

### Choix du titre
Le titre Vous n'avez encore rien vu est une phrase que Resnais a depuis longtemps l'habitude de dire à son producteur lors de la visualisation des rushes et qui a servi de titre provisoire à plusieurs projets. Cette fois-ci, le producteur lui a suggéré de conserver ce titre pour le film. La phrase est ambiguë et peut aussi bien signifier : « Vous croyez en avoir bavé, mais le pire vous attend » que « Vous n’avez encore jamais vu un film comme ça ». Le titre est aussi relié à l'ambition d'Alain Resnais de montrer dans ses films quelque chose qui n'a pas encore été vu dans l'histoire du cinéma.

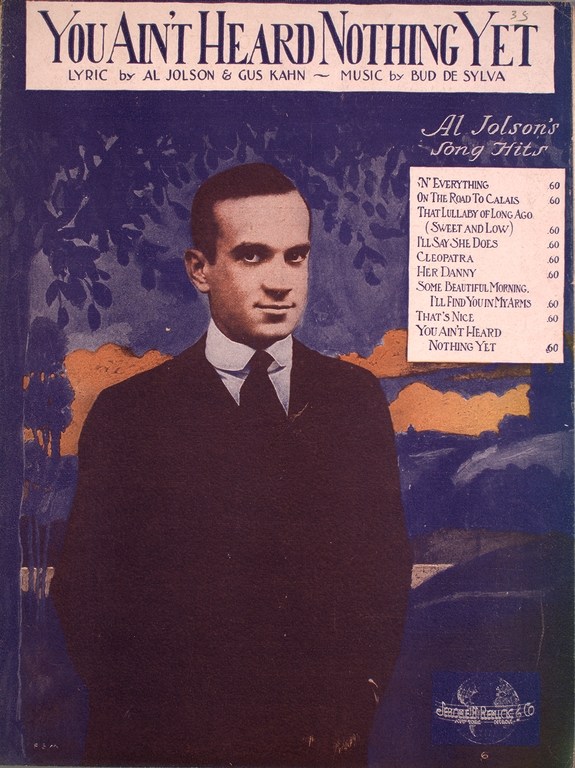
You Ain't Heard Nothin' Yet - 1919

C'est aussi un hommage à la première phrase parlée entendue dans un film de fiction, dite par Al Jolson dans Le Chanteur de jazz (The Jazz Singer), en 1927 ; après avoir chanté Dirty Hands, Dirty Face, il s'adresse au public du café-concert qui applaudit et dit : « Wait a minute. You ain't heard nothin' yet! », « Attendez une minute. Vous n'avez encore rien entendu », avant d'enchaîner avec la chanson Toot, Toot, Tootsie. L'expression était très familière à Al Jolson qui avait créé en 1919 la chanson You Ain't Heard Nothin' Yet, dont il avait écrit les paroles avec Gus Kahn, chanson qu'il ne chante pas dans Le Chanteur de jazz,.

## Accueil
Le succès en salle est moins important que pour les films précédents d'Alain Resnais (155 000 entrées en France).

## Distinctions

### Nominations et sélections
- Festival international du film de Vancouver 2013

## Autour du film
- Tous les amis d'Antoine invités à se réunir jouent leur propre rôle de vrais acteurs. Le notaire commence par les appeler par téléphone nominativement, par exemple : « Allô, Michel Piccoli ? Oui, c'est moi. » En revanche, au cours de la pièce, ils prennent les prénoms correspondant à la pièce de théâtre.
- Le film a lieu dans un endroit clos, la résidence d'Antoine, soit dans une grande salle commune où est projetée la pièce, soit dans une chambre, ceci à la manière d'une vraie pièce de théâtre. Seule une brève digression spatiale transporte la scène sur un quai de gare. On peut y ajouter l'espace consacré à la pièce de théâtre projetée, à savoir un décor futuriste, dépouillé et austère de théâtre moderne dans un hangar industriel en béton.